# Хэмилтон, Джо (баскетболист)
Джеймс «Джо» Хэмилтон-младший (англ. James "Joe" Hamilton, Jr.; родился 5 июля 1948 года в Лексингтоне, штат Кентукки, США) — американский профессиональный баскетболист, который выступал в Американской баскетбольной ассоциации, отыграв шесть неполных из девяти сезонов её существования. Чемпион АБА в сезоне 1974/1975 годов в составе команды «Кентукки Колонелс».

## Ранние годы
Джо Хэмилтон родился 5 июля 1948 года в городе Лексингтон (штат Кентукки), где он учился в средней школе Данбар, в которой играл за местную баскетбольную команду.